# Samtgemeinde Rehden
La comunità amministrativa di Rehden (Samtgemeinde Rehden) si trova nel circondario di Diepholz nella Bassa Sassonia, in Germania.

## Suddivisione
Comprende 5 comuni:
1. Barver
2. Dickel
3. Hemsloh
4. Rehden
5. Wetschen

Il capoluogo è Rehden.